# Arjan Bellaj
Arjan Bellaj (ur. 1 lutego 1971 w Gjirokastrze) – albański piłkarz grający na pozycji pomocnika oraz trener. Przez większość swojej kariery grał w klubach z Grecji. Posiada także greckie obywatelstwo.
Występował w latach 1994–2003 w reprezentacji Albanii rozgrywając w niej 29 meczów i zdobywając 1 gola.